# Anand Cine Service
|  | Aquest article tracta sobre Anand Cine Service, una empresa índia. Vegeu-ne altres significats a «Anand (desambiguació)». |

Anand Cine Service és una empresa índia que lloga i serveis d'unitats cinema a l'aire lliure. És una de les companyies més grans i de més llarga existència exercint aquest paper a l'Índia.